# ترویوق
ترویوق (به اسپانیایی: T'uruyuq) یک کوه در پرو است که در Peru, Lima Region واقع شده‌است. ترویوق ۵٬۴۰۰ متر بالاتر از سطح دریا واقع شده‌است.